# Dudley Park, Nam Úc

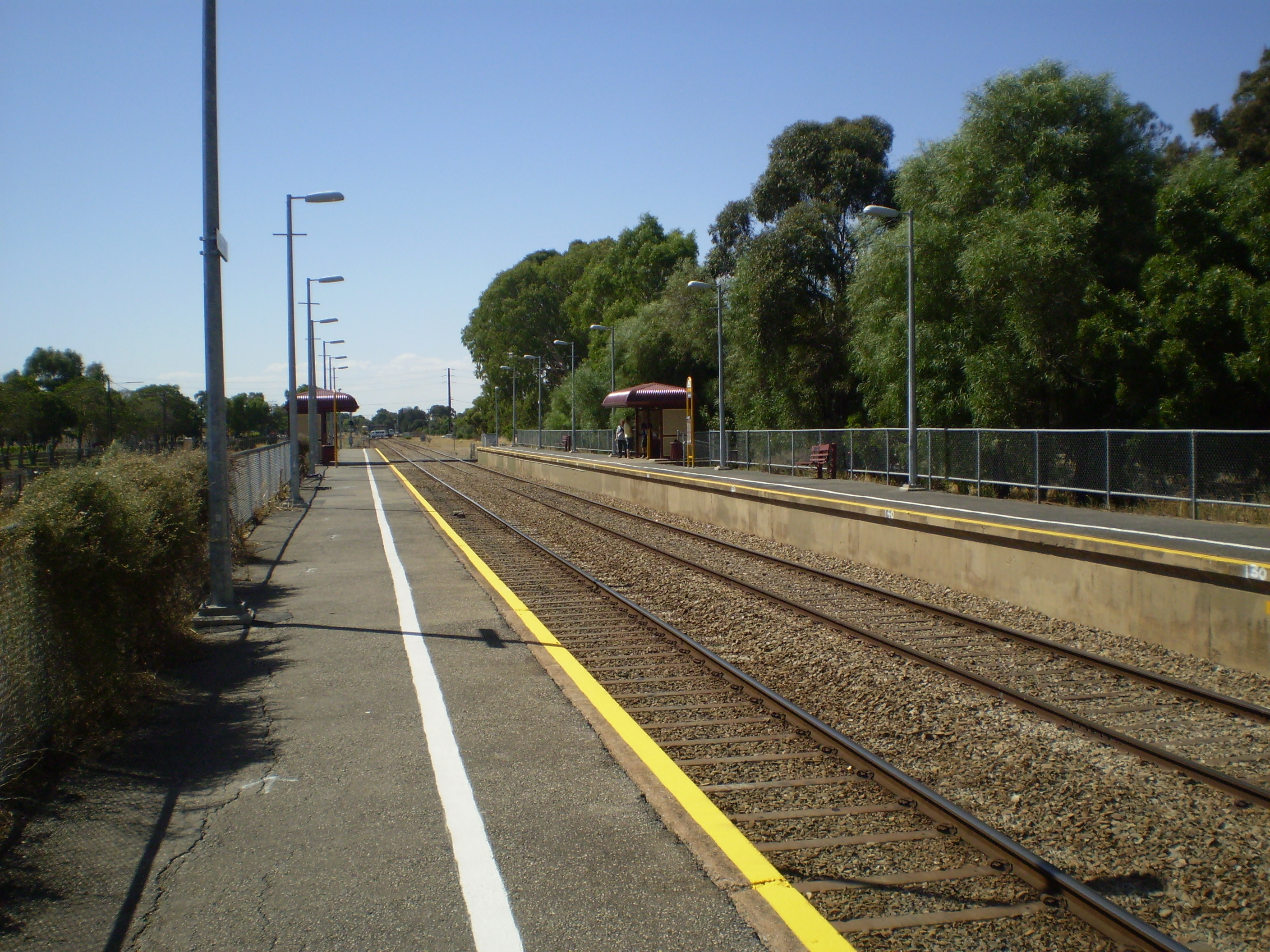
Dudley Park, Nam Úc

Dudley Park tên một vùng ngoại ô của Thành phố Port Adelaide Enfield ở miền tây bắc thành phố Adelaide, khoảng chừng 3 km tính từ CBD thủ đô tiểu bang Nam Úc, nước Úc. Mã bưu điện của ngoại ô là 5008.